# El parto de los montes

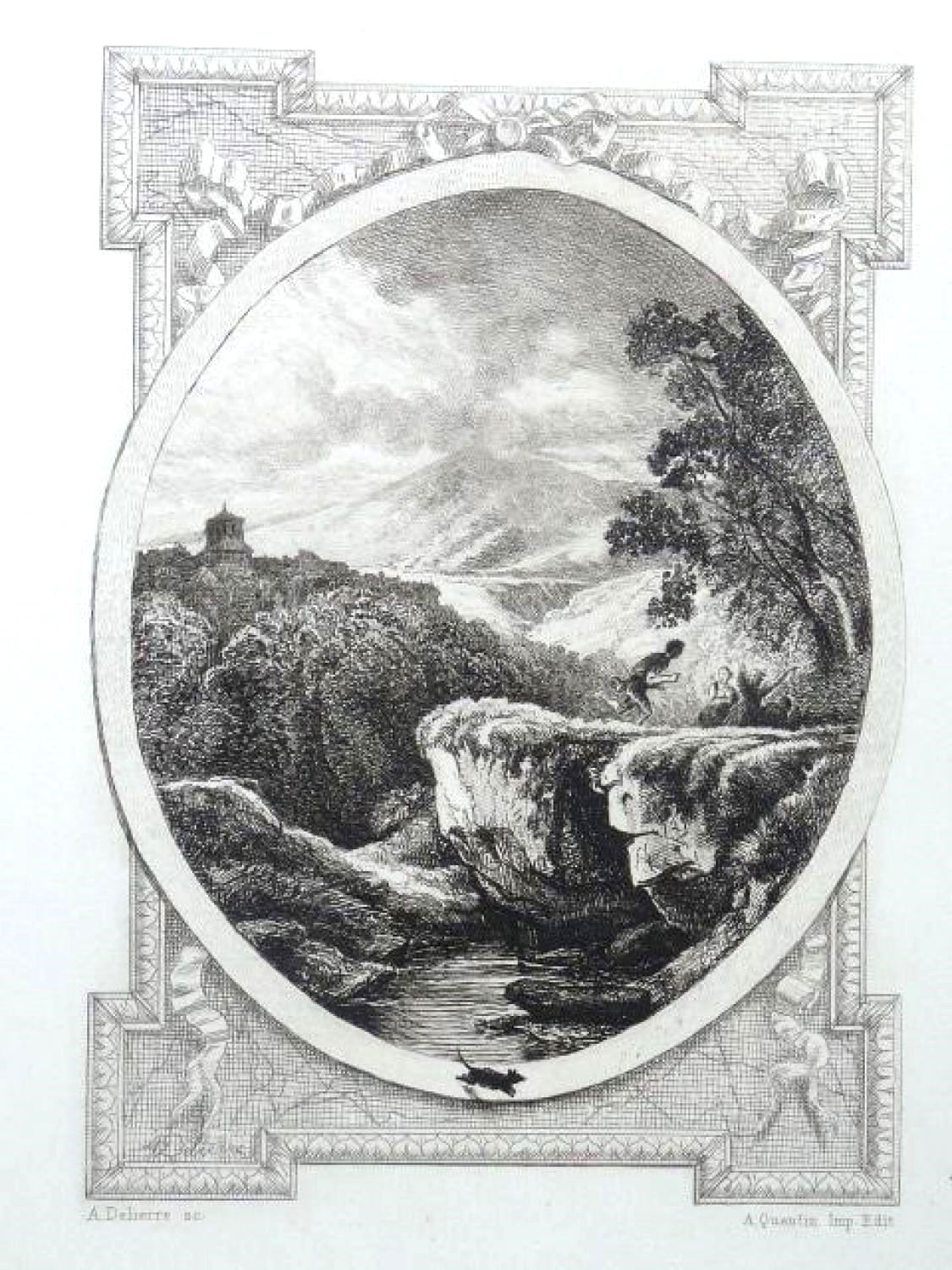
Portada de la fábula original "El parto de los montes"

El parto de los montes es el título de una fábula de Esopo (siglo VI a. C.).

## Argumento y sentido
La fábula, muy breve, relata cómo los montes dan terribles signos de estar a punto de dar a luz, infundiendo pánico a quienes los escuchan. Sin embargo, después de señales tan asombrosas, los montes paren un pequeño ratón. La fábula, y la expresión "el parto de los montes", se refieren por lo tanto a aquellos acontecimientos que se anuncian como algo mucho más grande o importante de lo que realmente terminan siendo.

## Reutilizaciones y reinterpretaciones
- Horacio hace una breve referencia a la fábula esópica en su Epístola a los Pisones, donde con las palabras Parturient montes, nascetur ridiculus mus ("parirán los montes; nacerá un ridículo ratón")[1] se refiere a los escritores que escriben con estilos rimbombantes o prometen más de lo que realmente son capaces de ofrecer.

- Félix María Samaniego escribió una versión española de la fábula, con una moraleja similar a la de Horacio.

- En 1851, el escritor mexicano Eufemio Romero publicó el relato breve "El parto de los montes", que recupera el sentido satírico de la fábula de Esopo. En el relato, dos niños encuentran unos restos óseos en un monte que sacude al pueblo en el que viven; posteriormente se descubre que son los restos de un mono.

Eufemio Romero, “El parto de los montes”, en La Semana de las Señoritas Mejicanas, t. II, Imprenta de Juan R. Navarro, México, 1851, pp. 177-179.

- El escritor mexicano, Juan José Arreola, también reutilizó la fábula, aunque en este caso alejándose de la tradición y convirtiéndola en un relato fantástico[2]